# 平林和幸
平林 和幸（ひらばやし かずゆき、1948年5月15日 - 2014年1月20日）は日本のフランス文学者、美学者。武蔵大学教授。専門はフランス近・現代詩、ヨーロッパ美術工芸。

## 人物
フランスの詩人ギョーム・アポリネールなどヨーロッパ詩文学を中心に絵画、モニュメントを含める近代芸術・芸術革命、象徴性についての研究に努めた。所属学会は、日本フランス語フランス文学会と日本比較文学会である。2006年に武蔵大学出身者として同大学学長に就任し、ゼミナールを軸とした大学運営を進めた（2010年に退任）。趣味は陶磁器の鑑賞・作成。
2014年1月20日、多臓器不全により東京都内の病院で死去した。65歳没。

## 略歴
- 1948年: 東京都にて出生する。
- 1967年: 東京都立大学附属高等学校卒業
- 1969年: 武蔵大学人文学部入学
- 1973年: 同大学卒業
- 1973年: 武蔵大学大学院人文科学研究科修士課程入学
- 1975年: 同大学院修了
- 1975年: 立教大学大学院文学研究科博士課程入学
- 1983年: 同大学院退学
- 1983年: 武蔵大学人文学部専任講師
- 1986年: 同大学助教授
- 1991年: 同大学教授
- 2006年: 同大学学長（〜2010年）
- 2014年: 死去

## 著書
- 『丸善エンサイクロペディア　大百科』（編集、丸善出版事業部、1995年）
- 『ぷち　なびる』（共著、白水社、1995年）
- 『文学の中の人間像』（共著、武蔵大学公開講座委員会編、御茶の水書房、1995年）
- 『ヨーロッパ学入門』（共著、武蔵大学人文学部ヨーロッパ比較文化学科編、朝日出版社、2005年/改訂版、2007年）

## 論文
- 国立情報学研究所収録論文 国立情報学研究所.2010-05-07閲覧。